# Jan Zaanen
Johannes (Jan) Zaanen (Leiden, 17 april 1957 – aldaar, 18 januari 2024
) was een vooraanstaand Nederlands hoogleraar in de theoretische natuurkunde. Hij was verbonden aan Universiteit Leiden, sinds 2000 als hoogleraar. Zaanen richtte zich vooral op de kwantumfysica. Hij bedacht een verklaring voor de supergeleiding bij hoge temperaturen.
Zaanen studeerde in 1982 cum laude af in de chemie aan de Rijksuniversiteit Groningen en promoveerde daar in 1986 in de natuurkunde bij George Sawatzky. Hij werkte vervolgens bij enkele buitenlandse laboratoria om in 1993 KNAW-fellow te worden aan de Universiteit Leiden. In 2004 was hij als gasthoogleraar verbonden aan Stanford-universiteit. Hij won in dat jaar ook de Nationale Wetenschapsquiz.
In 2006 won Zaanen de Spinozapremie van NWO.